# Joachim d'Alencé

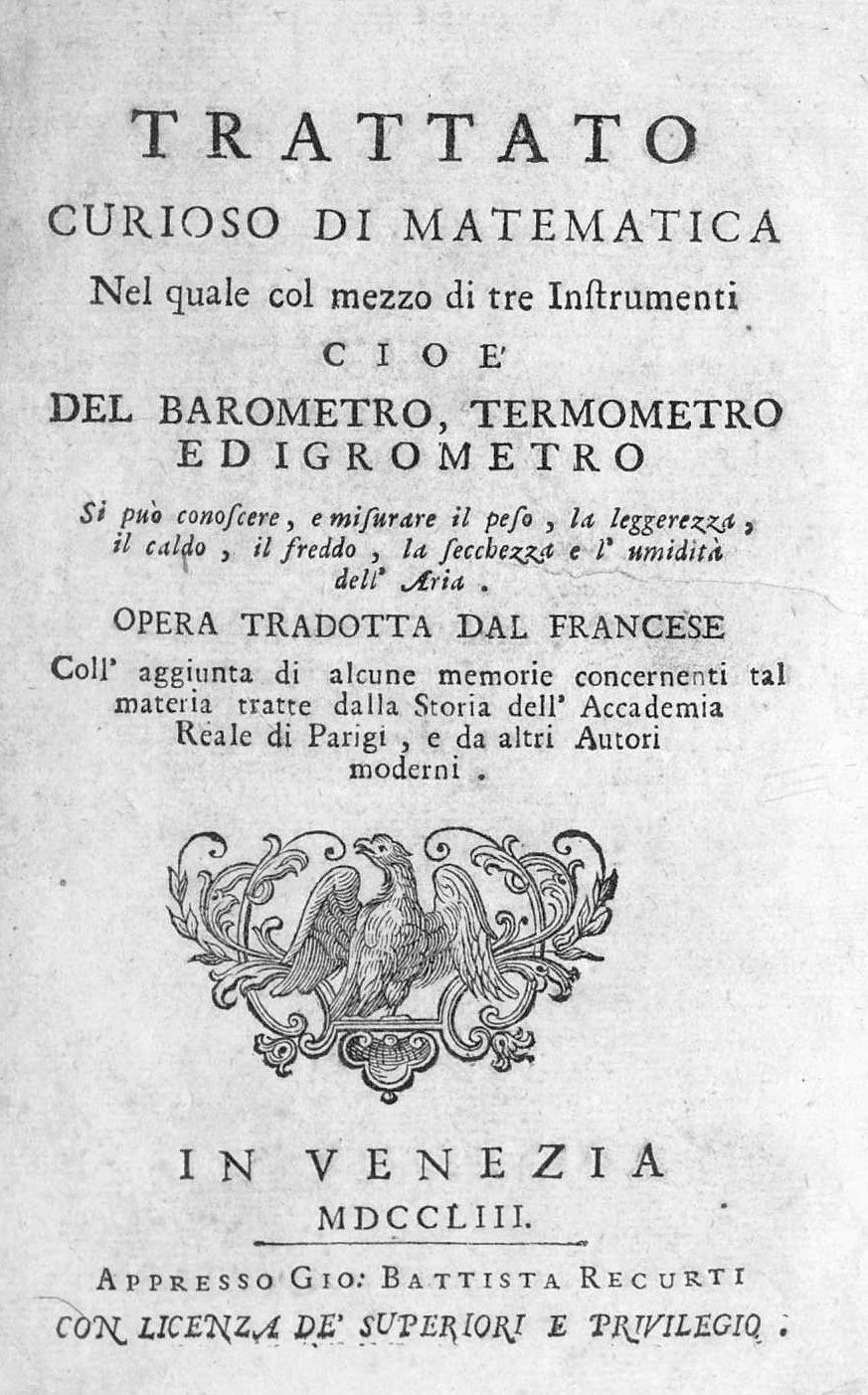
Trattato curioso di matematica nel quale col mezzo di tre instrumenti cioè del baromatro, termometro ed igrometro si può conoscere, e misurare il peso, la leggerezza, il caldo, il freddo, la secchezza e l'umidità dell'aria (Traittez des barométres, thermométres, et notiométres, ou hygrométres), 1753

Joachim d'Alencé (Parigi, 1640 circa – Lille, 17 febbraio 1707) è stato un astronomo e fisico francese.

## Biografia
Pochi dettagli sono noti della sua vita. La maggior parte delle informazioni sono tratte dal materiale d'archivio.
Il padre, Martin d'Alencé, chirurgo, gli creò un ufficio di segreteria e fu consigliere reale il 15 settembre 1663. Nel 1668, durante un viaggio in Inghilterra, dove comprò un telescopio, Joachim divenne amico di Henry Oldenburg, e nel 1675 fu noto per essere stato un intermediario tra Oldenburg e Huygens. Era anche in comunicazione con Leibniz e creò un collegamento tra l'Accademia francese e Huygens. A partire dal 1679 pubblicò anonimamente le prime sei collezioni di Connaisance des temps, le prime effemeridi francesi di natura puramente scientifica.

## Opere
- Traittez des barométres, thermométres, et notiométres, ou hygrométres, Venezia, Giovanni Battista Recurti, 1753.